# 마일로 그린
마일로 그린(Milo Greene)은 미국 캘리포니아주 로스앤젤레스에서 결성된 인디 포크, 포크 록 밴드이다.

## 구성원
- Robbie Arnett - 보컬, 악기
- Graham Fink - 보컬, 악기
- Andrew Heringer - 보컬, 악기
- Curtis Marrero - 타악기
- Marlana Sheetz - 보컬, 악기

## 음반 목록
- Milo Greene (2012)